# تمساح قزم

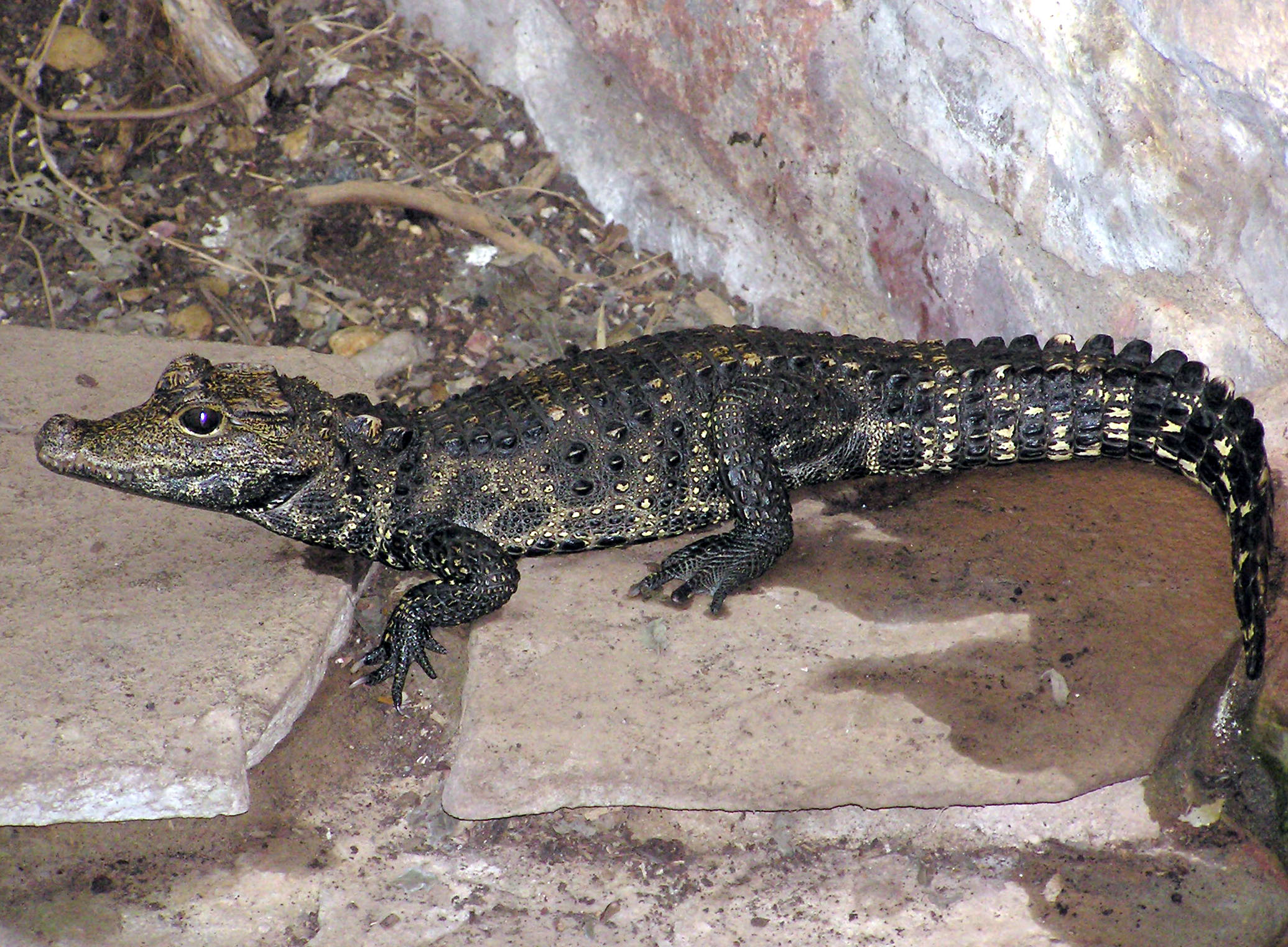
تمساح قزم

التِّمْسَاحُ القَزَمُ (بالإنجليزية: dwarf crocodile)، كما يوحي اسمه، فإنَّه أحد التماسيح صغيرة الحجم، نادراً ما يصل طوله إلى 1.6 سنتيمتر، وهو في الغالب ذو ظهرٍ داكنِ اللون، وبطنٍ وجوانبٍ صفراءٍ مرقَّعةٍ باللون الأسود.

## الوصف
يتوسط عمر التمساح القزم ما بين 40-75 عام، ويرجع سبب تسميته بالقزم إلى حجمه الضئيل مقارنة بأنواع التماسيح الأخرى فهو لا يزيد عن 5 أقدام (1.5 متر)، وبذلك يكون من أصغر أنواع التماسيح الثلاثة الموجودة في أفريقيا، يعيش التمساح القزم في الجداول والمستنقعات الضحلة التي تكثر في الغابات الاستوائية الواقعة غرب قارة أفريقيا، يتميز التمساح القزم بسرعته وسماكته، بالإضافة إلى امتلاكه فك قوي وأسنان حادة مما يجعله صياد ماهر، يفضل هذا النوع من الحيوانات المطاردة الليلية، حيث يقضي أيامه في جحوره يسكن في النهار ويخرج في الليل.

## النظام الغذائي
يتغذى التمساح القزم على الحشرات والسرطانات، والبرمائيات، كما يستهلك الأسماك والثدييات الصغيرة والزواحف مثل الثعابين والسحالي، وهو يبتلع كل فرائسه ولا يأكلها.

## التكاثر
تبدأ حياة التمساح القزم داخل البيض الصغير المدفون في أوكار دافئة، بحيث تحرس والدته الأعشاش لمدة ثلاثة أشهر حتى يفقس البيض وبعد خروج المواليد الجدد تقوم بإصدار صوت عال ضوضاء (أورك) التي تدل على ولادتها من اجل ان تقوم الأم بإخراجها، فتحفر لهم للخروج من العش، وتحمل لهم الماء، بمناسبة بداية الحياة التي قد تستمر 50 إلى 100 سنة.

## التوزيع
هذه الزواحف المحبة للماء تعيش على طول مجاري المياه والمستنقعات الضحلة في مناطق الغابات الكثيفة. التماسيح القزمة هي مثل معظم أنواع التماسيح البرية تتجنب المياه العميقة وأحياناً ما يتجول بعيدا بحثا عن الطعام. إنها تقضي معظم وقتها قريبين جدا من الجحور، كما تستطيع الركض بسرعة إلى أوكارها تحت الأرض إذا شعرت بالتهديد. التمساح القزم موجود في العديد من الدول المختلفة في غرب إفريقيا بما في ذلك «أنغولا، الكاميرون، الكونغو، غامبيا، غانا، غينيا، ليبيريا، نيجيريا، السنغال، وسيراليون».

## السلوك وأسلوب الحياة
التمساح القزم هو حيوان انفرادي وليلي. خلال النهار يختبئون في الجحور التي حفروها في الأرض من ضفة النهر، لتصَّل إليها من خلال مدخل او مخرج الأنفاق والتي يمكن أن تصل إلى عدة أمتار. ولكن، إذا كانوا غير قادرين على العثور على موقع مناسب للاختباء، يقوم التمساح القزم بالاختباء بين جذور الشجر المغمور، والذي يتدلى في الماء.

## الحيوانات المفترسة والتهديدات
على الرغم من كونه من الحيوانات القوية المفترسة، إلا ان حجمه الصغير يجعله هدف سهل للافتراس، أكبر تهديد للتمساح القزم هم البشر عن طريق تدميرهم الأخشاب واستخدام الأراضي لأغراض الزراعة، بالإضافة إلى إنشاء مزارع كبيرة من نخيل الزيت، كما يقبل العديد من الصيادين إلى صيد التمساح القزم من أجل الحصول على جلودهم واستخدامها في صنع بعض المنتجات المحلية.